# 宋爱国
宋爱国（1954年2月—），男，江苏南京人，中华人民共和国外交官，曾任中华人民共和国驻塞浦路斯共和国特命全权大使、中华人民共和国驻土耳其共和国特命全权大使和中华人民共和国驻阿拉伯埃及共和国特命全权大使兼驻阿拉伯国家联盟全权代表。

## 生平
1976年，毕业于北京外国语学院英语系，赴土耳其安卡拉大学文学院进修。1979年，进入中华人民共和国外交部工作，先后在外交部西亚北非司、驻土耳其大使馆任职。1993年，任驻土耳其大使馆参赞。1996年，任外交部西亚北非司参赞，后升任副司长。2000年9月，出任中华人民共和国驻塞浦路斯大使。2003年8月，出任中华人民共和国驻土耳其大使。2006年，任外交部西亚北非司司长。2010年10月，出任中华人民共和国驻埃及大使兼驻阿拉伯国家联盟全权代表。2019年5月，自驻埃及大使兼驻阿盟全权代表离任。

## 家庭
已婚，有一子。

## 荣誉

### 外国勋章奖章
- 一等共和国勋章（埃及，2019年5月20日于开罗颁发[3]）